# Generations
Generations (с англ. — «Поколения») — ограниченная серия комиксов, состоящая из 10 выпусков, которую в 2017 году издавала компания Marvel Comics. Каждый выпуск нарисован и написан разными людьми, и по сюжету классические супергерои Marvel встречают свои аналоги из современности.

### Выпуски
| Название                   | Сценарист           | Художник         | Персонажи                   | Дата выхода      |
| Generations: The Strongest | Грег Пак            | Маттео Буффагни  | Брюс Бэннер и Амадеус Чо    | 2 августа 2017   |
| -------------------------- | ------------------- | ---------------- | --------------------------- | ---------------- |
|                            |                     |                  |                             |                  |
| Generations: The Phoenix   | Каллен Банн         | РБ Сильва        | Джин Грей (юная и взросла)  | 9 августа 2017   |
|                            |                     |                  |                             |                  |
| Generations: The Best      | Том Тейлор          | Рамон Росанас    | Логан и Лора                | 16 августа 2017  |
|                            |                     |                  |                             |                  |
| Generations: The Thunder   | Джейсон Аарон       | Махмуд Асрар     | Одинсон и Джейн Фостер      | 23 августа 2017  |
|                            |                     |                  |                             |                  |
| Generations: The Archers   | Келли Томпсон       | Стефано Раффаэле | Клинт Бартон и Кейт Бишоп   | 30 августа 2017  |
|                            |                     |                  |                             |                  |
| Generations: The Iron      | Брайан Майкл Бендис | Марко Руди       | Тони Старк и Рири Уильямс   | 6 сентября 2017  |
|                            |                     |                  |                             |                  |
| Generations: The Bravest   | Маргарет Стол       | Брент Шуновер    | Мар-Велл и Кэрол Дэнверс    | 13 сентября 2017 |
|                            |                     |                  |                             |                  |
| Generations: The Marvels   | Дж. Уиллоу Уилсон   | Паоло Вилланелли | Кэрол Дэнверс и Камала Хан  | 20 сентября 2017 |
|                            |                     |                  |                             |                  |
| Generations: The Spiders   | Брайан Майкл Бендис | Рамон Перес      | Питер Парке и Майлз Моралес | 27 сентября 2017 |
|                            |                     |                  |                             |                  |
| Generations: The Americas  | Ник Спенсер         | Поль Рено        | Стив Роджерс и Сэм Уилсон   | 27 сентября 2017 |
|                            |                     |                  |                             |                  |

### Сборники
| Название    | Тип              | Дата выхода    | Собранный материал | ISBN              | Предполагаемый объём продаж (первый месяц) |
| ----------- | ---------------- | -------------- | ------------------ | ----------------- | ------------------------------------------ |
| Generations | Твёрдый переплёт | 22 ноября 2017 | Generations #1-10  | 978-1-302-90847-8 | 1 288, позиция в Северной Америке — 72     |
| Generations | Мягкая обложка   | 4 июля 2018    | Generations #1-10  | 978-1-302-90848-5 | 887, позиция в Северной Америке — 93       |

## Реакция

### Отзывы
На сайте Comic Book Roundup серия имеет оценку 7,5 из 10 на основе 111 рецензий. Джесс Шедин из IGN дал первому выпуску 8,2 балла из 10 и посчитал, что «Generations не претендует на то, чтобы стать особенно новаторской серией для Marvel», но отметил, что фанатам она понравится. Джек Фишер из PopMatters, обозревая дебют, поставил ему оценку 5 из 10. Он похвалил задумку авторов, но не был в восторге от реализации. Дэвид Пепос из Newsarama дал первому выпуску 3 балла из 10 и написал, что сценарист и художник не подходят друг другу для совместной работы.

### Продажи
| Выпуск        | Кол-во копий (тыс.) |
| ------------- | ------------------- |
| The Strongest | 61,311              |
| The Phoenix   | 55,972              |
| The Best      | 85,688              |
| The Thunder   | 76,400              |
| The Archers   | 45,069              |
| The Iron      | 51,136              |
| The Bravest   | 39,555              |
| The Marvels   | 41,709              |
| The Spiders   | 59,033              |
| The Americas  | 50,413              |